# 1802 في فرنسا
فيما يلي قوائم الأحداث التي وقعت خلال عام 1802 في فرنسا.

## سياسة

### تعيين في المنصب
- 17 مايو – جاك فرانسوا مينو Tribunat [الإنجليزية]‏.

### انتهاء فترة المنصب
- 1 ديسمبر – جاك فرانسوا مينو Tribunat [الإنجليزية]‏.

## كتب
من الكتب التي صدرت هذه السنة في فرنسا:
- 1 يناير – عبقرية المسيحية من تأليف الفيكونت دوشاتوبريان.

## مواليد

### فبراير
- 26 فبراير – فكتور هوغو كاتب فرنسي.[1]

### يوليو
- 24 يوليو – ألكسندر دوما[2]

### أغسطس
- 15 أغسطس – تيودور غيدان رسام فرنسي.[3]

### سبتمبر
- 6 سبتمبر – ألسايد دوربيغني.[4]
- 24 سبتمبر – أدولف دي أرتشياك: جيولوجي وعالم أحفوريات فرنسي ولد في 24 سبتمبر 1802 في مدينة رانس وتوفي في 24 ديسمبر 1868 في باريس.[5]

### أكتوبر
- 15 أكتوبر – لويس أوجين كافينياك[6]

## وفيات

### يناير
- 14 يناير – ماري ألارد (مواليد 1742)

### أكتوبر
- 11 أكتوبر – أندريه ميشو (مواليد 1746) عالم نبات فرنسي.[7]